# Systropus cheiron
Systropus cheiron är en tvåvingeart som beskrevs av Wray Merrill Bowden 1967. Systropus cheiron ingår i släktet Systropus och familjen svävflugor.
Artens utbredningsområde är Uganda. Inga underarter finns listade i Catalogue of Life.